# Martinsbüttel

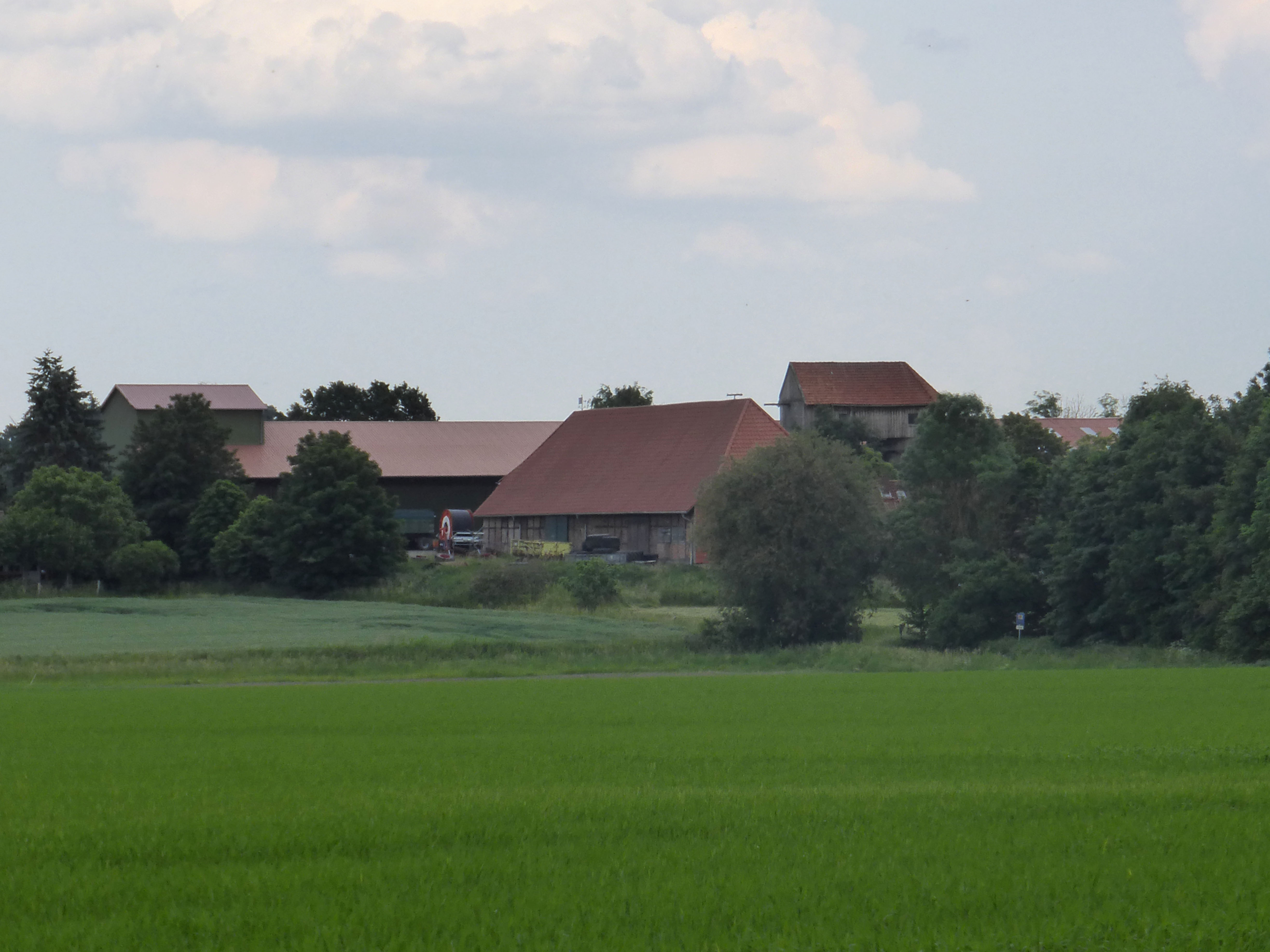
Teilansicht von Martinsbüttel

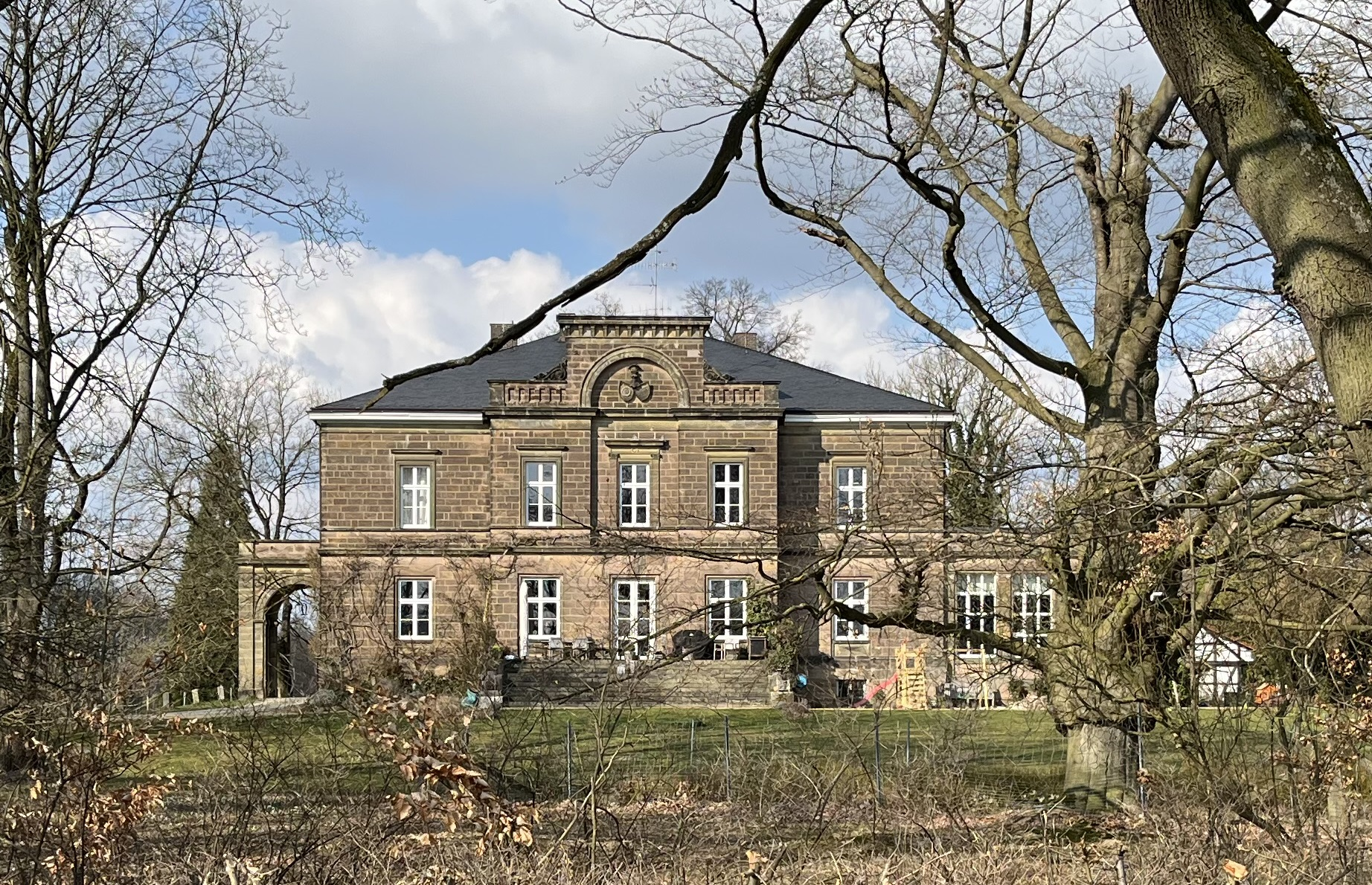
Gutshaus

Martinsbüttel ist ein zu Wedesbüttel gehörender Wohnplatz, in der Gemeinde Meine im Landkreis Gifhorn in Niedersachsen gelegen. Martinsbüttel gehört zu den Ortschaften mit der Ortsnamenendung -büttel, die im südlichen Landkreis Gifhorn häufig zu finden sind.

## Geografie und Verkehrsanbindung
Martinsbüttel liegt im Osten von Niedersachsen, im Dreieck zwischen den Städten Braunschweig, Gifhorn und Wolfsburg. Die einzige nach Martinsbüttel führende Straße zweigt zwischen Wedelheine und dem Mittellandkanal von der Landesstraße 321 ab.

## Geschichte
Das alte Dorf Martinsbüttel wurde 1292 erstmals erwähnt. Im 15. Jahrhundert fiel das Dorf Martinsbüttel wüst, die Ländereien wurden dem Gut in Wedesbüttel zugeordnet. Von 1341 bis zum Tod von Heinrich von Campe im Jahre 1639 wurden verschiedene Herren von Campe als Lehensnehmer von Wedesbüttel und Martinsbüttel genannt.
1656 kaufte Freiherr Thomas Grote (1594–1657) zusätzlich zu Wedesbüttel das Lehen von Martinsbüttel, auf das er bereits eine Anwartschaft besaß. Um 1700 wurde Martinsbüttel als aus einer Scheune, Ställen, einem Backhaus und einem kleinen Garten bestehend genannt. 1781 wurde anlässlich einer topographischen Landesaufnahme in Martinsbüttel bereits ein adeliges Gut erwähnt. In der Franzosenzeit gehörte Martinsbüttel von 1810 bis 1813 zum Kanton Rötgesbüttel. 1850 übernahm Carl Friedrich August Ferdinand Grote (1813–1868) das Gut Martinsbüttel von seinem Vater Wilhelm von Grote. Bereits 1853 fertigte Bauinspektor Hermann Hunaeus Pläne zum Bau des heutigen Herrenhauses an, dessen Bau erst 1862 begann. 1864 wurde der Neubau, der noch heute den südlichen Abschluss der Siedlung Martinsbüttel bildet, fertiggestellt und von Carl Friedrich August Ferdinand Grote bezogen. Bereits 1868 starb er durch einen Unfall.
1909 verkaufte die Familie Grote Martinsbüttel an Karl von Schwartz. 1967 veräußerte es sein Enkel Berndt von Schwartz, der das Gut Martinsbüttel 1947 von seinem Großvater geerbt hatte, an Eberhard von Graevemeyer (1918–2018) auf Bemerode, dessen Gutsländereien in Bemerode infolge ihrer Lage nahe der Stadt Hannover teilweise aufgesiedelt bzw. bebaut wurden. Später kam das Gut Martinsbüttel durch Heirat in den Besitz der Familie von Lucke.
Seit dem 1. März 1974 gehört Martinsbüttel zur Gemeinde Meine.